# Luxehills Chengdu Open
Het Luxehills Chengdu Open was een golftoernooi in China. Het werd altijd gespeeld op de Luxehills International Country Club in Chengdu.
De eerste editie was in 2008 en kreeg de naam Luxehills Championship. In 2008 en 2009 maakte het deel uit van de Omega China Tour, die in 2005 werd opgericht. In 2010 werd de naam veranderd in Luxehills Chengdu Open en werd het toernooi ondergebracht bij de OneAsia Tour.
Het prijzengeld voor dit toernooi is US$ 1.000.000.
In 2010 kwam Liang aan de start van de laatste ronde met 3 slagen voorsprong op Kim. Liang maakte een ronde van 69 maar Kim eindigde met een birdie voor een score van 66. In de play-off maakte Liang op de eerste hole een birdie.

## Winnaars
| Jaar                   | Winnaar                | Score                  | Score                  | Informatie                                           |
| Luxehills Championship | Luxehills Championship | Luxehills Championship | Luxehills Championship | Luxehills Championship                               |
| ---------------------- | ---------------------- | ---------------------- | ---------------------- | ---------------------------------------------------- |
| 2008                   | Chi-huang Tsai         | 270                    | -18                    |                                                      |
| 2009                   | Jian Chen              | 277                    | -11                    | na 2 holes play-off gewonnen van Rowan Beste         |
| Luxehills Chengdu Open |                        |                        |                        |                                                      |
| 2010                   | Wen-chong Liang        | 267                    | -21                    | na 1 hole play-off gewonnen van Koreaan Hung-lae Kim |